# دوچاهی (سبزوار)
دوچاهی (سبزوار)، روستایی از توابع بخش روداب شهرستان سبزوار و در استان خراسان رضوی ایران است.

## جمعیت
این روستا در دهستان کوه همائی قرار دارد و براساس سرشماری مرکز آمار ایران در سال ۱۳۸۵، جمعیت آن ۹۹ نفر (۲۶خانوار) بوده‌است.